# Marquier
Cette page présente le nom de famille Marquier ainsi que ses variantes.
Marquier est un nom de famille occitan.